# Фридрих II (Брауншвайг-Люнебург)
Вижте пояснителната страница за други личности с името Фридрих II.
Фридрих II Благочестиви (на немски: Friedrich II, der Fromme; * 1418, † 19 март 1478, Целе) от род Велфи (Среден Дом Люнебург), е херцог на Брауншвайг и Люнебург и от 1434 до 1457 г. и от 1472 до 1478 г. княз на Люнебург.

## Живот
Той е вторият син на херцог Бернхард I (1358 – 1434) и Маргарете Саксонска († 1429), дъщеря на курфюрст Венцел I от Саксония-Витенберг от род Аскани.
След смъртта на баща му Фридрих II поема заедно с брат му Ото IV управлението на Княжество Люнебург. Брат му Ото умира през 1446 г. и той управлява сам. През 1452 г. той основава манастир на „Свети Кръст“ („Heylig Kreuz“) и извиква францисканци в Целе.
През 1457 г. предава управлението на сина си Бернхард II и се оттегля в манастир. През 1471 г., след смъртта на втория му син Ото V, той напуска манастира и поема управлението за своя едва 3-годишен внук Хайнрих I.
Фридрих е погребан в църквата на построения от него манастир в Целе.

## Деца
Фридрих II се жени на 14 септември 1430 г. за Магдалена фон Бранденбург (1412 – 1454), дъщеря на курфюрст Фридрих I от Бранденбург. Двамата имат три деца:
- Бернхард II († 1464), ∞ 1463 Матилда фон Холщайн-Шауенбург († 1468)
- Ото V († 1471), ∞ 1467 Анна фон Насау-Диленбург от Насау-Диленбург (1441 – 1513)
- Маргарета (1442 – 1512), ∞ 1452 херцог Хайнрих фон Мекленбург-Щаргард († 1466)